# Чекки, Джованни Баттиста
Джованни Баттиста Чекки (итал. Giovanni Battista Cecchi; 1748, Флоренция — после 1815, Флоренция) — итальянский гравёр флорентийской школы.

## Биография
Джованни Баттиста Чекки вначале учился плотницкому делу, но травма правой руки вынудила его сменить профессию и пойти в ученики к Франческо Конти, владельцу картинной галереи; затем он начал обучаться гравированию у Фердинандо Грегори. Он осваивал технику резца по меди и офорта «очерком» (контурными линиями) для репродукционных целей — воспроизведения в гравюрах живописных оригиналов других художников.
Среди его первых датированных гравюр — «Мадонна с Младенцем» по картине Аннибале Карраччи (1767) и «Мистическое обручение святой Екатерины» Франческо Ванни (1768).
В те годы великий герцог Тосканы Леопольд II Габсбург-Лотарингский озаботился возрождением культуры герцогства, отдавая предпочтение издательским предприятиям, в частности изданиям фолиантов с гравюрами. В 1769 году началась подготовка к публикации серии биографий выдающихся мастеров живописи, скульптуры и архитектуры «с их похвалами и портретами», выгравированными на меди в двенадцати томах: «Серия самых выдающихся людей в живописи, скульптуре и архитектуре с их панегириками и портретами, выгравированными на меди, начиная с первой реставрации до наших дней» (Serie degli uomini i più illustri nella pittura, scultura, e architettura con i loro elogi, e ritratti incisi in rame cominciando dalla sua prima restaurazione fino ai tempi presenti). Джованни Баттиста Чекки награвировал многие из 300 портретов известных людей этой серии.
Благодаря его работе мы имеем гравированные портреты выдающегося скрипача Пьетро Нардини, художников Сан-Франческо да Паола, Веллано да Падуя, Джованни-Баттисты Франко, а также Леопольда II с его семьёй, Фердинанда III Тосканского и его жены Луизы Марии Амалии Бурбон-Неаполитанской. Некоторые гравюры подписаны «Cecchi & Eredi», так как Чекки выполнял их в сотрудничестве с гравёром и издателем Бенедетто Эреди.
Джованни-Баттиста Чекки гравировал изображения скульптур и рельефов из коллекции Гаэтано Васчеллини во Флоренции. Он награвировал календарь «Двенадцать месяцев» с рисунками Джузеппе Дзокки, создал гравюры для первых двух томов «Этрусская живопись, или История тосканской живописи, выведенная из её памятников, выставленных в печати с X века до наших дней» (L’Etruria pittrice ovvero Storia della pittura toscana dedotta dai suoi Monumenti che si esibiscono in Stampa dal secolo X fino al Presente), составленные Марко Ластри.
Он также гравировал иллюстрации к изданию «Образы женщин, филармонические картины и другие виды искусства в свободных изображениях, а также наиболее подходящие театральные представления в алфавитном порядке» (Effigies faeminarum pictricium philarmonicarum aliisque artibus Liberibus insignium nec non theatralibus spectaculis aptissimarum Alphaico ordini dipositae), опубликованном в Венеции в 1780-х годах. В 1800 году он выгравировал «Восстание Аретини против французов, Бой на Пьяцца дель Дуомо в Ареццо, Верность Аретини и Кортона освобождена от французского ига».
Чекки также вместе с Эреди гравировал некоторые иллюстрации к изданию «Путешествие по Верхнему и Нижнему Египту» с рисунков Доминика Вивана-Денона, в первом итальянском переводе с французского (Флоренция, 1808). Его последней работой, выполненной в сотрудничестве с Эреди, является цикл гравюр к «Житию Папы Пия VII» по рисункам Дж. Пера и Э. Катени. Значительная группа его гравюр хранится в Риме, в Национальном институте графики (Istituto nazionale per la grafica).

## Галерея

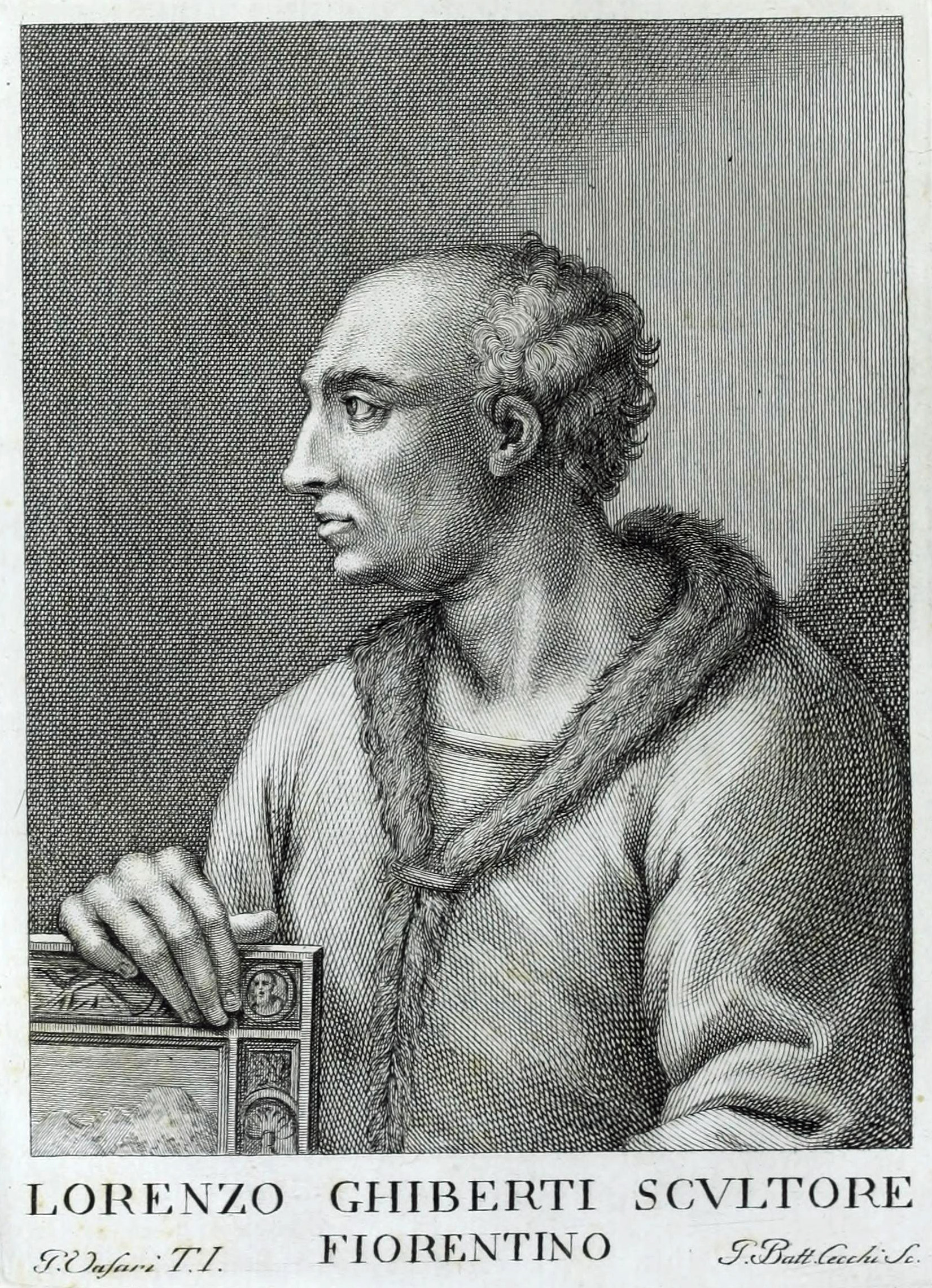
Портрет Лоренцо Гиберти. 1769. Гравюра резцом на меди для издания «Серия самых выдающихся людей в живописи, скульптуре и архитектуре с их панегириками и портретами...»
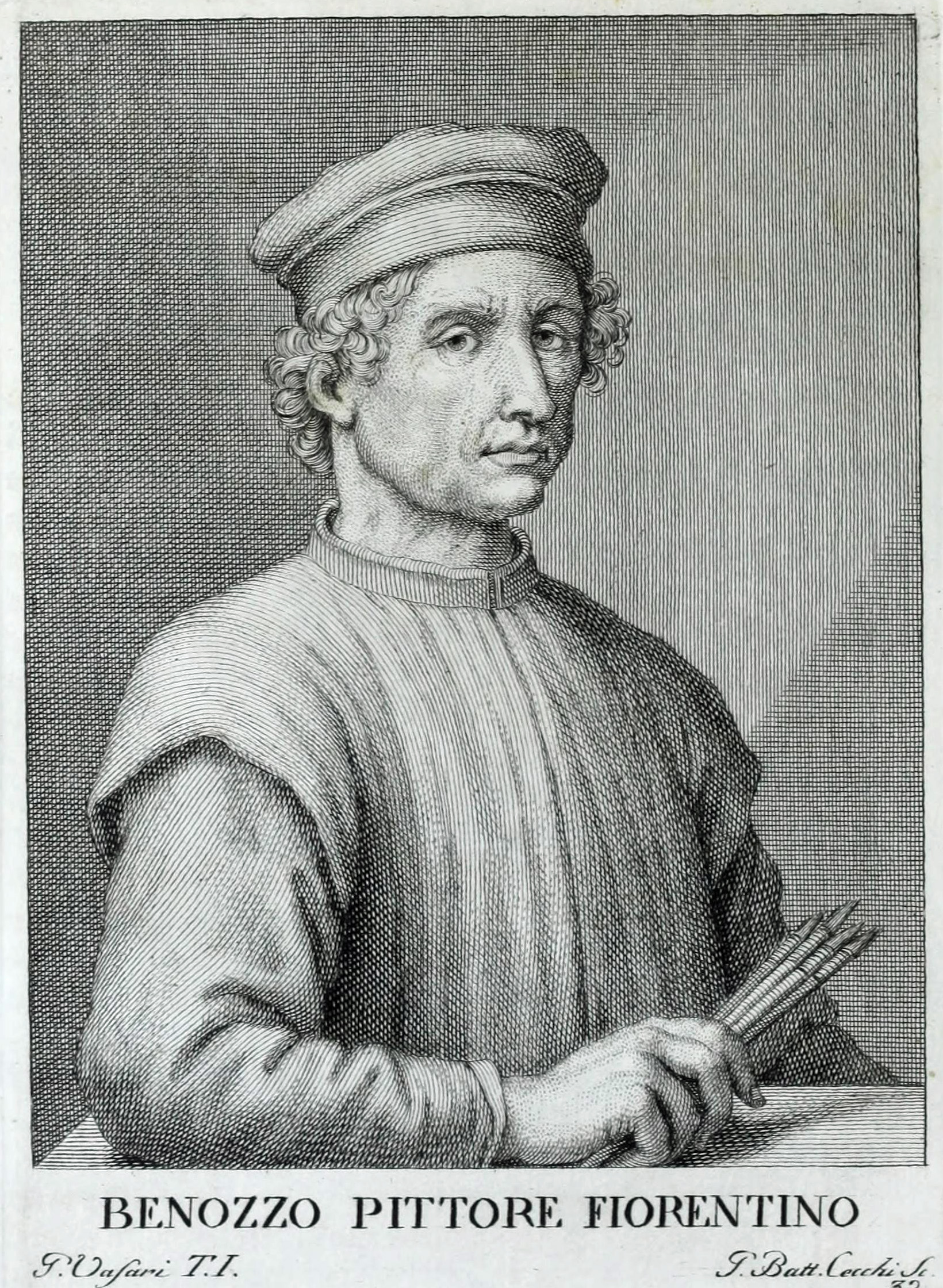
Портрет Беноццо Гоццоли. 1769. Гравюра резцом на меди
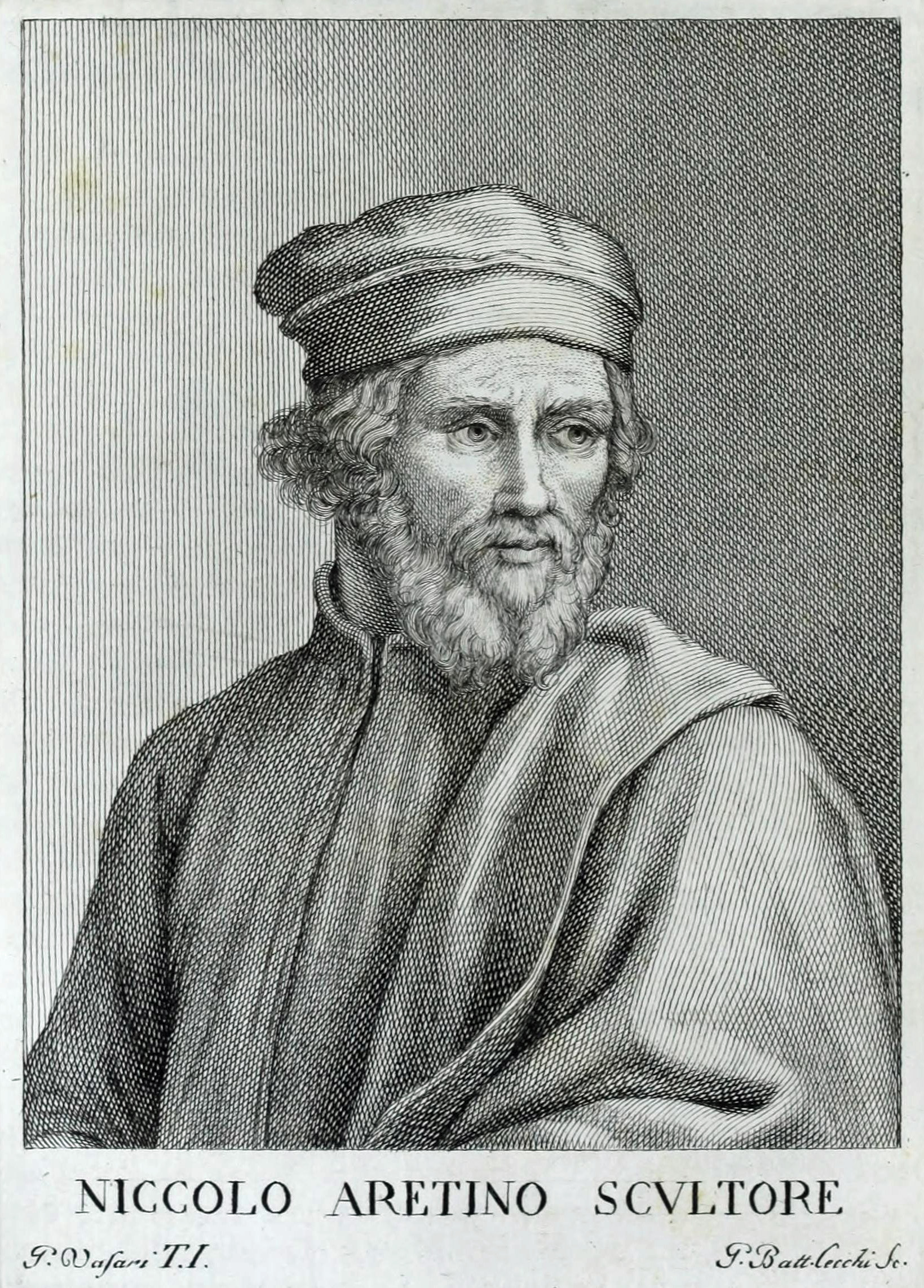
Портрет Никколо Аретино. 1769. Гравюра резцом на меди
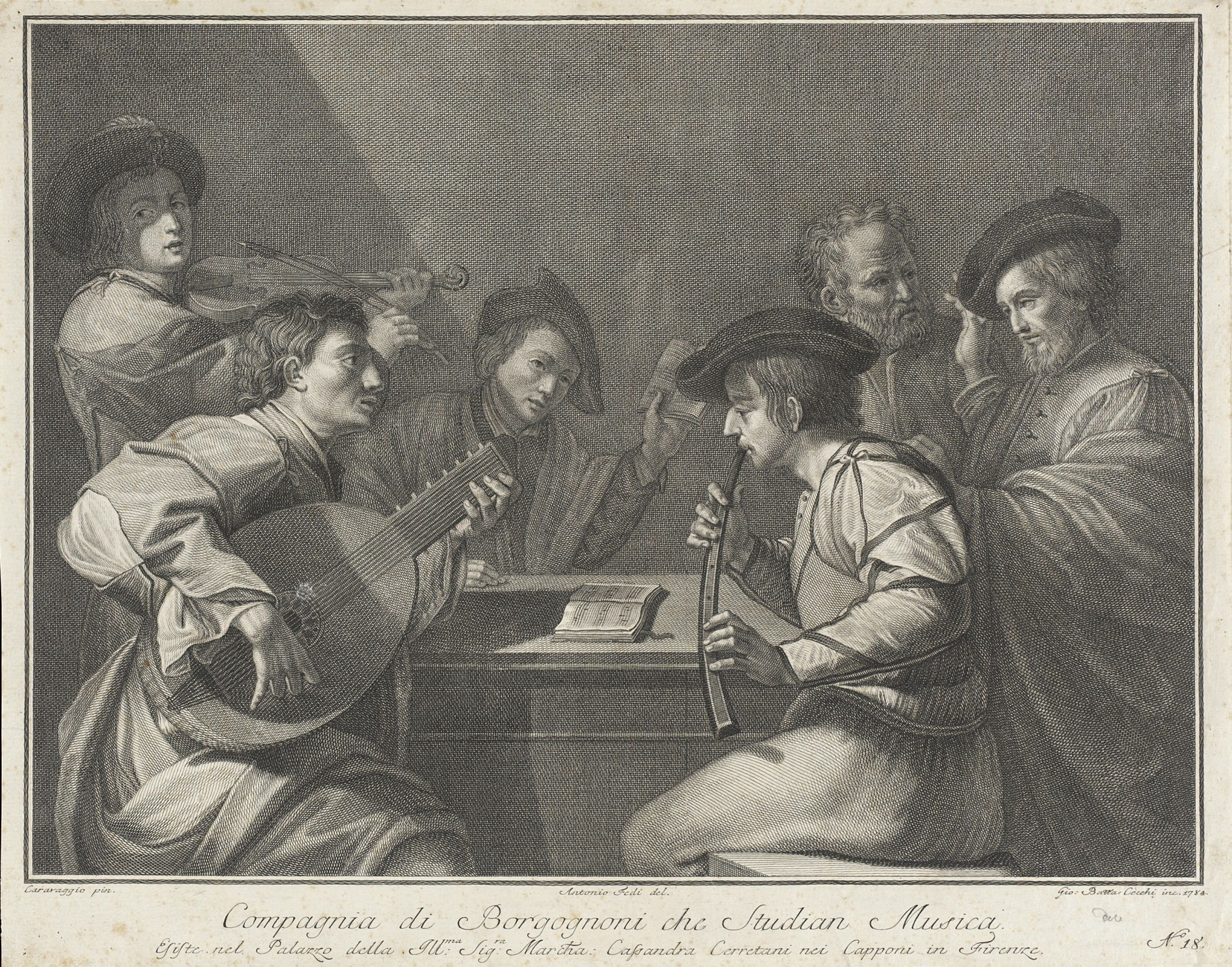
Группа музыкантов. 1784. Гравюра резцом на меди
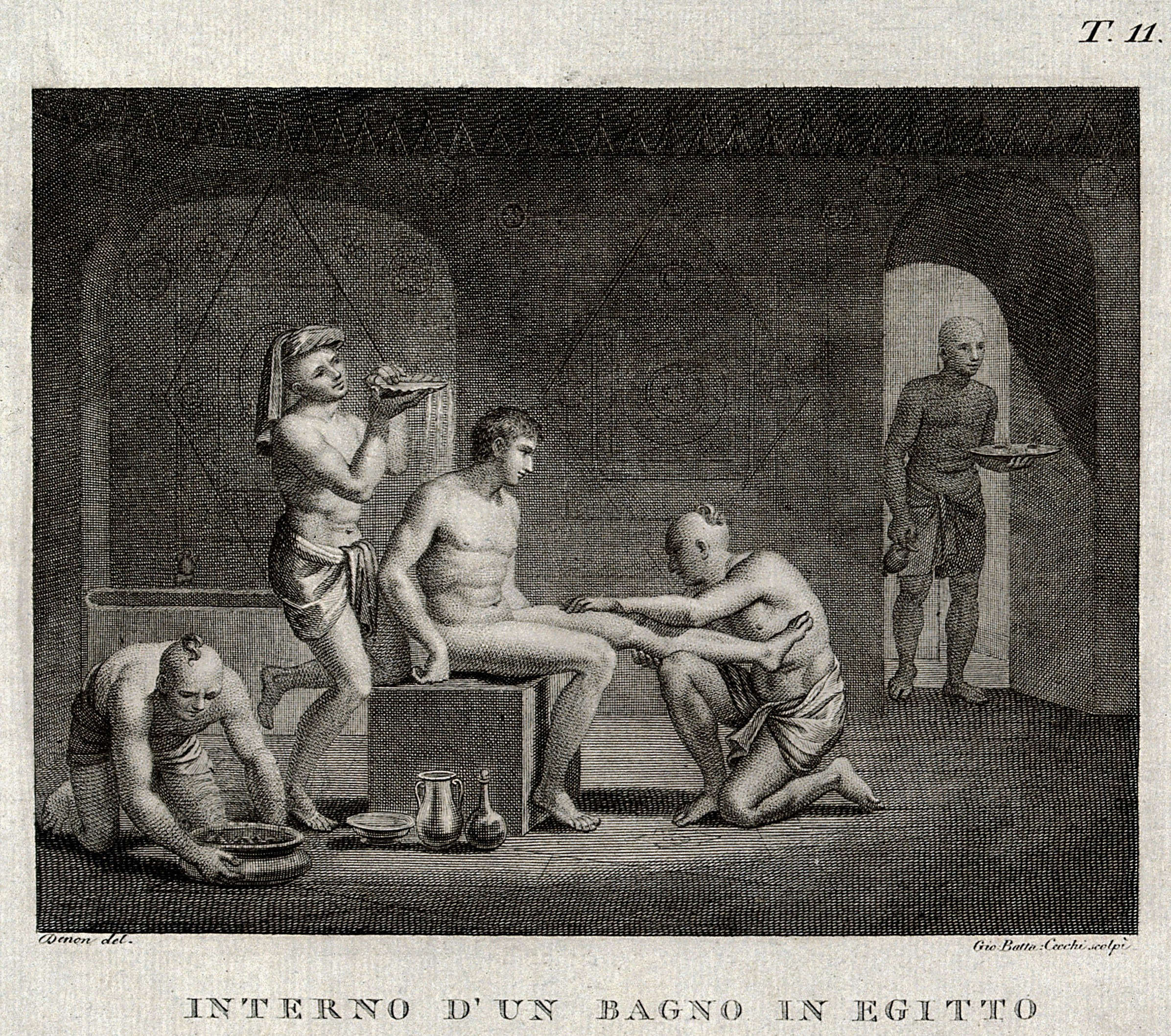
Интерьер египетских бань. По рисунку Д. Виван-Денона